# Charles Hickcox
Charles Hickcox (Estados Unidos, 6 de febrero de 1947-14 de junio de 2010) fue un nadador estadounidense especializado en pruebas de cuatro estilos, donde consiguió ser campeón olímpico en 1968 en los 200 y 400 metros.

## Carrera deportiva
En los Juegos Olímpicos de México 1968 ganó tres medallas de oro —200 metros estilos, 400 metros estilos y relevos de 4x100 metros estilos, por delante de Alemania del Este y la Unión Soviética— y plata en 100 metros espalda, con un tiempo de 1:00.2 segundos, tras el alemán Roland Matthes.
Y en los Juegos Panamericanos de 1967 celebrados en Winnipeg ganó oro en 100 metros espalda, y 4x200 metros estilo libre, y plata en 200 metros espalda.